# Ronald Reid-Daly
Ronald "Ron" Francis Reid-Daly (22 de setembro de 1928 - 9 de agosto de 2010) foi um tenente-coronel do Exército Rodesiano. É mais conhecido por ter fundado e comandado a unidade de operações especiais Selous Scouts que lutou durante a Guerra Civil da Rodésia.

## Carreira
Reid-Daly nasceu em Harare, então capital da colônia britânica da Rodésia do Sul. Entrou no serviço militar em 1951 e serviu com o Esquadrão "C" sul-rodésiano do Serviço Aéreo Especial (SAS) em operações de contra-insurgência durante a Emergência Malaia. Ele subiu ao posto de suboficial na Infantaria Ligeira da Rodésia (RLI) e alcançou o posto de capitão. Ele se retirou do Exército Rodesiano em 1971.
No final de 1971, ele foi persuadido pelo general Peter Walls, então chefe do Exército Rodesiano, a retornar ao serviço ativo para formar os Selous Scouts, uma unidade de elite de forças especiais para combater os nacionalistas na Guerra Civil da Rodésia. Com base em sua experiência malaia, o tenente-coronel Reid-Daly construiu um regimento de elite. Embora os Selous Scouts tenham alcançado muitos dos seus objetivos militares, seus métodos pouco ortodoxos, como uso de tortura, operações psicológicas e assassinatos de forma deliberada, criaram tensões dentro da hierarquia militar e levaram a denúncias de crimes de guerra contra a Rodésia. Reid-Daly teve várias complicações com as autoridades da Rodésia.
Em 1979 surgiram rumores em Harare que os soldados Selous estavam a caçando marfim ao longo do vale do rio Zambeze No processo de se defender contra os rumores, Reid-Daly atacou verbalmente o major-general John Hickman. Por isso, ele foi acusado de insubordinação e condenado a prisão. Ele renunciou a posição de comandante dos Selous em agosto de 1979, mas continuou na batalha legal contra o julgamento, declarando inocência, mesmo depois de a Rodésia se transformar no Zimbábue — o processo somente foi arquivado quando ele fugiu para a África do Sul em 1982. Na África do Sul, Reid-Daly tornou-se comandante da Força de Defesa do Transquei, e posteriormente foi o chefe da empresa de segurança privada Security Services Transkei Pty Ltd. Em seus últimos anos residiu perto da Cidade do Cabo.